# Синпетру (комуна)
Синпетру (рум. Sânpetru) — комуна у повіті Брашов в Румунії. До складу комуни входить єдине село Синпетру.
Комуна розташована на відстані 145 км на північ від Бухареста, 5 км на північ від Брашова.

## Населення
За даними перепису населення 2002 року у комуні проживали 3449 осіб.
Національний склад населення комуни:
| Національність | Кількість осіб | Відсоток |
| -------------- | -------------- | -------- |
| румуни         | 3125           | 90,6%    |
| німці          | 138            | 4,0%     |
| угорці         | 92             | 2,7%     |
| цигани         | 89             | 2,6%     |
| євреї          | 2              | 0,1%     |
| серби          | 1              | < 0,1%   |
| словаки        | 1              | < 0,1%   |

Рідною мовою назвали:
| Мова             | Кількість осіб | Відсоток |
| ---------------- | -------------- | -------- |
| румунська        | 3190           | 92,5%    |
| німецька         | 137            | 4,0%     |
| угорська         | 91             | 2,6%     |
| циганська        | 26             | 0,8%     |
| єврейська (їдиш) | 2              | 0,1%     |
| сербська         | 1              | < 0,1%   |
| словацька        | 1              | < 0,1%   |

Склад населення комуни за віросповіданням:
| Релігія                                       | Кількість осіб | Відсоток |
| --------------------------------------------- | -------------- | -------- |
| православні                                   | 3092           | 89,6%    |
| лютерани (Аугсбурзького сповідання)           | 142            | 4,1%     |
| реформати                                     | 54             | 1,6%     |
| римо-католики                                 | 45             | 1,3%     |
| п'ятдесятники                                 | 37             | 1,1%     |
| адвентисти                                    | 14             | 0,4%     |
| унітарії                                      | 10             | 0,3%     |
| греко-католики                                | 9              | 0,3%     |
| не релігійні                                  | 7              | 0,2%     |
| баптисти                                      | 2              | 0,1%     |
| лютерани (Синодально-пресвітеріанська церква) | 2              | 0,1%     |
| юдеї                                          | 2              | 0,1%     |
| бретрени                                      | 1              | < 0,1%   |
| лютерани                                      | 1              | < 0,1%   |